# Fanlac
Fanlac (en francès Fanlac) és un municipi francès situat al departament de la Dordonya i a la regió de la Nova Aquitània.

## Demografia
| 1962                                       | 1968 | 1975 | 1982 | 1990 | 1999 | 2007 |
| ------------------------------------------ | ---- | ---- | ---- | ---- | ---- | ---- |
| 205                                        | 170  | 144  | 147  | 158  | 142  | 142  |
| Des de 1962: població sense dobles comptes |      |      |      |      |      |      |

## Administració
| Període   | Identitat      | Partit |
| --------- | -------------- | ------ |
| 1983-2007 | Guy Berbesson  |        |
| 2007-2008 | Daniel Sautier |        |
| 2008-     | Anne Roger     |        |